# Kerend-e Gharb
Kerend-e Gharb (em curdo:  نكرن ,کرن, Kirin, em persa: كرندغرب; também conhecida como Kerend, Karand e Karīnd) é uma cidade e capital do condado de Dalahu, província de Quermanxá, no Irão. No censo de 2006, sua população era de 7.894 habitantes, em 2.041 famílias.
Kerend-e Gharb também é importante na religião Yarsani, pois é o local das tumbas dos homens santos Pir Benjamin e Pir Musi.